# Bob-Weltcup 1998/99
Der Bob-Weltcup 1998/99 begann für die Frauen am 5. Dezember 1998 im nordamerikanischen Park City und für die Männer am 13. November 1998 im kanadischen Calgary. Die Frauen beendeten die Weltcupsaison nach fünf Stationen am 6. Februar 1999 in Königssee. Bei den Männern trugen bis zum 31. Januar 2002 insgesamt sieben Weltcuprennen aus.
Der Höhepunkt der Saison waren die Weltmeisterschaften im italienischen Cortina d’Ampezzo. Sie wurden letztmals nur für Männer ausgetragen.

## Einzelergebnisse der Weltcupsaison 1998/1999

### Weltcupkalender der Frauenwettbewerbe
| # | Datum             | Land               | Ort            | Wettkampfstätte                         |
| - | ----------------- | ------------------ | -------------- | --------------------------------------- |
| 1 | 5. Dezember 1998  | Vereinigte Staaten | Park City      | Utah Olympic Park Track                 |
| 2 | 6. Dezember 1998  | Vereinigte Staaten | Park City      | Utah Olympic Park Track                 |
| 3 | 12. Dezember 1998 | Kanada             | Calgary        | Calgary’s WinSport Bobsleigh/Luge Track |
| 4 | 13. Dezember 1998 | Kanada             | Calgary        | Calgary’s WinSport Bobsleigh/Luge Track |
| 5 | 23. Januar 1999   | Deutschland        | Winterberg     | Veltins-Eisarena                        |
| 6 | 24. Januar 1999   | Deutschland        | Winterberg     | Veltins-Eisarena                        |
| 7 | 31. Januar 1999   | Österreich         | Innsbruck-Igls | Olympia Eiskanal Innsbruck-Igls         |
| 8 | 6. Februar 1999   | Deutschland        | Königssee      | Kunsteisbahn Königssee                  |

### Weltcupergebnisse der Frauenwettbewerbe
| 1. Weltcup in Park City, 5. Dezember 1998 | 1. Weltcup in Park City, 5. Dezember 1998 | 1. Weltcup in Park City, 5. Dezember 1998 | 1. Weltcup in Park City, 5. Dezember 1998 | 1. Weltcup in Park City, 5. Dezember 1998 |
| ----------------------------------------- | ----------------------------------------- | ----------------------------------------- | ----------------------------------------- | ----------------------------------------- |
| Disziplin                                 | Erster Platz                              | Zweiter Platz                             | Dritter Platz                             |                                           |
| Zweierbob                                 | Françoise Burdet Katharina Sutter         | Jean Racine Jennifer Davidson             | Stefanie Möller Sabine Knabe              |                                           |

| 2. Weltcup in Park City, 6. Dezember 1998 | 2. Weltcup in Park City, 6. Dezember 1998 | 2. Weltcup in Park City, 6. Dezember 1998 | 2. Weltcup in Park City, 6. Dezember 1998 | 2. Weltcup in Park City, 6. Dezember 1998 |
| ----------------------------------------- | ----------------------------------------- | ----------------------------------------- | ----------------------------------------- | ----------------------------------------- |
| Disziplin                                 | Erster Platz                              | Zweiter Platz                             | Dritter Platz                             |                                           |
| Zweierbob                                 | Jean Racine Jennifer Davidson             | Jill Bakken Meg Henderson                 | Michelle Coy Cheryl Done                  |                                           |

| 3. Weltcup in Calgary, 12. Dezember 1998 | 3. Weltcup in Calgary, 12. Dezember 1998 | 3. Weltcup in Calgary, 12. Dezember 1998 | 3. Weltcup in Calgary, 12. Dezember 1998 | 3. Weltcup in Calgary, 12. Dezember 1998 |
| ---------------------------------------- | ---------------------------------------- | ---------------------------------------- | ---------------------------------------- | ---------------------------------------- |
| Disziplin                                | Erster Platz                             | Zweiter Platz                            | Dritter Platz                            |                                          |
| Zweierbob                                | Françoise Burdet Katharina Sutter        | Jean Racine Jennifer Davidson            | Michelle Coy Cheryl Done                 |                                          |

| 4. Weltcup in Calgary, 13. Dezember 1998 | 4. Weltcup in Calgary, 13. Dezember 1998 | 4. Weltcup in Calgary, 13. Dezember 1998 | 4. Weltcup in Calgary, 13. Dezember 1998 | 4. Weltcup in Calgary, 13. Dezember 1998 |
| ---------------------------------------- | ---------------------------------------- | ---------------------------------------- | ---------------------------------------- | ---------------------------------------- |
| Disziplin                                | Erster Platz                             | Zweiter Platz                            | Dritter Platz                            |                                          |
| Zweierbob                                | Jean Racine Jennifer Davidson            | Françoise Burdet Doris Marugg            | Michelle Coy Vicky Stevenson             |                                          |

| 5. Weltcup in Winterberg Igls, 23. Januar 1999 | 5. Weltcup in Winterberg Igls, 23. Januar 1999 | 5. Weltcup in Winterberg Igls, 23. Januar 1999 | 5. Weltcup in Winterberg Igls, 23. Januar 1999 | 5. Weltcup in Winterberg Igls, 23. Januar 1999 |
| ---------------------------------------------- | ---------------------------------------------- | ---------------------------------------------- | ---------------------------------------------- | ---------------------------------------------- |
| Disziplin                                      | Erster Platz                                   | Zweiter Platz                                  | Dritter Platz                                  |                                                |
| Zweierbob                                      | Françoise Burdet Katharina Sutter              | Jean Racine Jennifer Davidson                  | Michelle Coy Cheryl Done                       |                                                |

| 6. Weltcup in Winterberg, 24. Januar 1999 | 6. Weltcup in Winterberg, 24. Januar 1999 | 6. Weltcup in Winterberg, 24. Januar 1999 | 6. Weltcup in Winterberg, 24. Januar 1999 | 6. Weltcup in Winterberg, 24. Januar 1999 |
| ----------------------------------------- | ----------------------------------------- | ----------------------------------------- | ----------------------------------------- | ----------------------------------------- |
| Disziplin                                 | Erster Platz                              | Zweiter Platz                             | Dritter Platz                             |                                           |
| Zweierbob                                 | Jean Racine Jennifer Davidson             | Françoise Burdet Katharina Sutter         | Michelle Coy Cheryl Done                  |                                           |

| 7. Weltcup in Igls, 31. Januar 1999 | 7. Weltcup in Igls, 31. Januar 1999 | 7. Weltcup in Igls, 31. Januar 1999 | 7. Weltcup in Igls, 31. Januar 1999 | 7. Weltcup in Igls, 31. Januar 1999 |
| ----------------------------------- | ----------------------------------- | ----------------------------------- | ----------------------------------- | ----------------------------------- |
| Disziplin                           | Erster Platz                        | Zweiter Platz                       | Dritter Platz                       |                                     |
| Zweierbob                           | Françoise Burdet Katharina Sutter   | Jean Racine Jennifer Davidson       | Michelle Coy Cheryl Done            |                                     |

| 8. Weltcup in Königssee, 6. Februar 1999 | 8. Weltcup in Königssee, 6. Februar 1999 | 8. Weltcup in Königssee, 6. Februar 1999 | 8. Weltcup in Königssee, 6. Februar 1999 | 8. Weltcup in Königssee, 6. Februar 1999 |
| ---------------------------------------- | ---------------------------------------- | ---------------------------------------- | ---------------------------------------- | ---------------------------------------- |
| Disziplin                                | Erster Platz                             | Zweiter Platz                            | Dritter Platz                            |                                          |
| Zweierbob                                | Françoise Burdet Doris Marugg            | Jean Racine Jennifer Davidson            | Stefanie Möller Evi-Jeanette Völker      |                                          |

### Weltcupkalender der Männerwettbewerbe
| #  | Datum                            | Land               | Ort               | Wettkampfstätte                         | Anmerkung            |
| -- | -------------------------------- | ------------------ | ----------------- | --------------------------------------- | -------------------- |
| 1  | 13. November – 14. November 1998 | Kanada             | Calgary           | Calgary’s WinSport Bobsleigh/Luge Track |                      |
| 2  | 27. November – 28. November 1998 | Vereinigte Staaten | Park City         | Utah Olympic Park Track                 |                      |
| 3  | 11. Dezember – 12. Dezember 1998 | Deutschland        | Altenberg         | Rennschlitten- und Bobbahn Altenberg    |                      |
| 4  | 18. Dezember – 19. Dezember 1998 | Frankreich         | La Plagne         | Piste de La Plagne                      |                      |
| 5  | 16. Januar – 17. Januar 1999     | Deutschland        | Winterberg        | Veltins-Eisarena                        | gleichzeitig EM 1999 |
| 6  | 23. Januar – 24. Januar 1999     | Österreich         | Innsbruck-Igls    | Olympia Eiskanal Innsbruck-Igls         |                      |
| 7  | 30. Januar – 31. Januar 1999     | Schweiz            | St. Moritz        | Olympia Bob Run St. Moritz–Celerina     |                      |
| WM | 6. Februar – 14. Februar 1999    | Italien            | Cortina d’Ampezzo | Pista olimpica Eugenio Monti            |                      |

### Weltcupergebnisse der Männerwettbewerbe
| 1. Weltcup in Calgary, 13. November – 14. November 1998 | 1. Weltcup in Calgary, 13. November – 14. November 1998           | 1. Weltcup in Calgary, 13. November – 14. November 1998         | 1. Weltcup in Calgary, 13. November – 14. November 1998           | 1. Weltcup in Calgary, 13. November – 14. November 1998 |
| ------------------------------------------------------- | ----------------------------------------------------------------- | --------------------------------------------------------------- | ----------------------------------------------------------------- | ------------------------------------------------------- |
| Disziplin                                               | Erster Platz                                                      | Zweiter Platz                                                   | Dritter Platz                                                     |                                                         |
| Zweierbob                                               | Pierre Lueders Ken Leblanc Christian Reich Urs Aeberhard          | Christoph Langen Markus Zimmermann                              | Reto Götschi Guido Acklin                                         |                                                         |
| Viererbob                                               | DeutschlandAndré Lange Christoph Heyder Enrico Kühn Lars Behrendt | DeutschlandChristoph Langen Sven Rühr Thomas Platzer Sven Peter | FrankreichBruno Mingeon Michel André Emmanuel Hostache Max Robert |                                                         |

| 2. Weltcup in Park City, 27. November – 28. November 1998 | 2. Weltcup in Park City, 27. November – 28. November 1998       | 2. Weltcup in Park City, 27. November – 28. November 1998           | 2. Weltcup in Park City, 27. November – 28. November 1998         | 2. Weltcup in Park City, 27. November – 28. November 1998 |
| --------------------------------------------------------- | --------------------------------------------------------------- | ------------------------------------------------------------------- | ----------------------------------------------------------------- | --------------------------------------------------------- |
| Disziplin                                                 | Erster Platz                                                    | Zweiter Platz                                                       | Dritter Platz                                                     |                                                           |
| Zweierbob                                                 | Christoph Langen Thomas Platzer                                 | Günther Huber Antonio Tartaglia Brian Shimer Paul Wise              |                                                                   |                                                           |
| Viererbob                                                 | DeutschlandChristoph Langen Thomas Platzer Sven Rühr Sven Peter | SchweizMarcel Rohner Markus Nüssli Beat Hefti Silvio Schaufelberger | DeutschlandHarald Czudaj Udo Lehmann Mirko Pätzold Carsten Embach |                                                           |

| 3. Weltcup in Altenberg, 11. Dezember 1998 – 12. Dezember 1998 | 3. Weltcup in Altenberg, 11. Dezember 1998 – 12. Dezember 1998    | 3. Weltcup in Altenberg, 11. Dezember 1998 – 12. Dezember 1998     | 3. Weltcup in Altenberg, 11. Dezember 1998 – 12. Dezember 1998    | 3. Weltcup in Altenberg, 11. Dezember 1998 – 12. Dezember 1998 |
| -------------------------------------------------------------- | ----------------------------------------------------------------- | ------------------------------------------------------------------ | ----------------------------------------------------------------- | -------------------------------------------------------------- |
| Disziplin                                                      | Erster Platz                                                      | Zweiter Platz                                                      | Dritter Platz                                                     |                                                                |
| Zweierbob                                                      | Christoph Langen Marco Jakobs                                     | Reto Götschi Guido Acklin                                          | Pierre Lueders Ken Leblanc                                        |                                                                |
| Viererbob                                                      | DeutschlandChristoph Langen Sven Rühr Marco Jakobs Thomas Platzer | DeutschlandHarald Czudaj René Hannemann Udo Lehmann Carsten Embach | DeutschlandAndré Lange Christoph Heyder Enrico Kühn Lars Behrendt |                                                                |

| 4. Weltcup in La Plagne, 18. Dezember 1998– 19. Dezember 1998 | 4. Weltcup in La Plagne, 18. Dezember 1998– 19. Dezember 1998     | 4. Weltcup in La Plagne, 18. Dezember 1998– 19. Dezember 1998       | 4. Weltcup in La Plagne, 18. Dezember 1998– 19. Dezember 1998         | 4. Weltcup in La Plagne, 18. Dezember 1998– 19. Dezember 1998 |
| ------------------------------------------------------------- | ----------------------------------------------------------------- | ------------------------------------------------------------------- | --------------------------------------------------------------------- | ------------------------------------------------------------- |
| Disziplin                                                     | Erster Platz                                                      | Zweiter Platz                                                       | Dritter Platz                                                         |                                                               |
| Zweierbob                                                     | Christoph Langen Marco Jakobs                                     | Reto Götschi Guido Acklin                                           | Pierre Lueders Ken Leblanc                                            |                                                               |
| Viererbob                                                     | DeutschlandChristoph Langen Sven Rühr Marco Jakobs Thomas Platzer | SchweizMarcel Rohner Markus Nüssli Beat Hefti Silvio Schaufelberger | DeutschlandHarald Czudaj René Hannemann Torsten Voss Alexander Szelig |                                                               |

| 5. Weltcup und Europameisterschaften in Winterberg, 16. Januar 1999 – 17. Januar 1999 | 5. Weltcup und Europameisterschaften in Winterberg, 16. Januar 1999 – 17. Januar 1999 | 5. Weltcup und Europameisterschaften in Winterberg, 16. Januar 1999 – 17. Januar 1999 | 5. Weltcup und Europameisterschaften in Winterberg, 16. Januar 1999 – 17. Januar 1999                                                                 | 5. Weltcup und Europameisterschaften in Winterberg, 16. Januar 1999 – 17. Januar 1999 |
| ------------------------------------------------------------------------------------- | ------------------------------------------------------------------------------------- | ------------------------------------------------------------------------------------- | --- | ------------------------------------------------------------------------------------- |
| Disziplin                                                                             | Erster Platz                                                                          | Zweiter Platz                                                                         | Dritter Platz |                                                                                       |
| Zweierbob                                                                             | Reto Götschi Guido Acklin                                                             | Pierre Lueders Ken Leblanc                                                            | Christian Reich Urs Aeberhard |                                                                                       |
| Viererbob                                                                             | DeutschlandChristoph Langen Markus Zimmermann Thomas Platzer Sven Rühr                | SchweizMarcel Rohner Markus Nüssli Beat Hefti Silvio Schaufelberger                   | DeutschlandHarald Czudaj Torsten Voss Udo Lehmann Carsten Embach ÖsterreichWolfgang Stampfer Jochen Buck (Bobfahrer) Erwin Arnold Martin Schützenauer |                                                                                       |

| 6. Weltcup in Igls, 23. Januar 1999 – 24. Januar 1999 | 6. Weltcup in Igls, 23. Januar 1999 – 24. Januar 1999                  | 6. Weltcup in Igls, 23. Januar 1999 – 24. Januar 1999            | 6. Weltcup in Igls, 23. Januar 1999 – 24. Januar 1999             | 6. Weltcup in Igls, 23. Januar 1999 – 24. Januar 1999 |
| ----------------------------------------------------- | ---------------------------------------------------------------------- | ---------------------------------------------------------------- | ----------------------------------------------------------------- | ----------------------------------------------------- |
| Disziplin                                             | Erster Platz                                                           | Zweiter Platz                                                    | Dritter Platz                                                     |                                                       |
| Zweierbob                                             | Christoph Langen Markus Zimmermann                                     | Reto Götschi Guido Acklin                                        | Pierre Lueders Ken Leblanc                                        |                                                       |
| Viererbob                                             | DeutschlandChristoph Langen Markus Zimmermann Thomas Platzer Sven Rühr | DeutschlandHarald Czudaj Torsten Voss Udo Lehmann Carsten Embach | DeutschlandAndré Lange Enrico Kühn Christoph Heyder Lars Behrendt |                                                       |

| 7. Weltcup in St. Moritz, 30. Januar 1999 – 31. Januar 1999 | 7. Weltcup in St. Moritz, 30. Januar 1999 – 31. Januar 1999         | 7. Weltcup in St. Moritz, 30. Januar 1999 – 31. Januar 1999                | 7. Weltcup in St. Moritz, 30. Januar 1999 – 31. Januar 1999  | 7. Weltcup in St. Moritz, 30. Januar 1999 – 31. Januar 1999 |
| ----------------------------------------------------------- | ------------------------------------------------------------------- | -------------------------------------------------------------------------- | ------------------------------------------------------------ | ----------------------------------------------------------- |
| Disziplin                                                   | Erster Platz                                                        | Zweiter Platz                                                              | Dritter Platz                                                |                                                             |
| Zweierbob                                                   | Reto Götschi Cédric Grand                                           | Christoph Langen Thomas Platzer                                            | Christian Reich Urs Aeberhard                                |                                                             |
| Viererbob                                                   | SchweizMarcel Rohner Markus Nüssli Beat Hefti Silvio Schaufelberger | DeutschlandChristoph Langen Thomas Platzer Mirko Pätzold Alexander Metzger | SchweizReto Götschi Steve Anderhub Guido Acklin Cédric Grand |                                                             |

| Weltmeisterschaften in Cortina d’Ampezzo, 6. Februar 1999– 14. Februar 1999 | Weltmeisterschaften in Cortina d’Ampezzo, 6. Februar 1999– 14. Februar 1999 | Weltmeisterschaften in Cortina d’Ampezzo, 6. Februar 1999– 14. Februar 1999 | Weltmeisterschaften in Cortina d’Ampezzo, 6. Februar 1999– 14. Februar 1999 | Weltmeisterschaften in Cortina d’Ampezzo, 6. Februar 1999– 14. Februar 1999 |
| --------------------------------------------------------------------------- | --------------------------------------------------------------------------- | --------------------------------------------------------------------------- | --------------------------------------------------------------------------- | --------------------------------------------------------------------------- |
| Disziplin                                                                   | Erster Platz                                                                | Zweiter Platz                                                               | Dritter Platz                                                               |                                                                             |
| Zweierbob                                                                   | Günther Huber Enrico Costa/Ubaldo Ranzi                                     | Christoph Langen Markus Zimmermann                                          | Bruno Mingeon Emmanuel Hostache                                             |                                                                             |
| Viererbob                                                                   | FrankreichBruno Mingeon Emmanuel Hostache Éric Le Chanony Max Robert        | SchweizMarcel Rohner Markus Nüssli Beat Hefti Silvio Schaufelberger         | KanadaPierre Lueders Ken Leblanc Ben Hindle Matt Hindle                     |                                                                             |

## Weltcupstände

### Gesamtstand im Zweierbob der Frauen
| Rang                                                                                    | Pilotin            | PAC1 | PAC2 | CAL1 | CAL2 | WIB1 1 | WIB2 1 | IGL | KÖN 1 | Punkte |
| --------------------------------------------------------------------------------------- | ------------------ | ---- | ---- | ---- | ---- | ------ | ------ | --- | ----- | ------ |
| 01                                                                                      | Françoise Burdet   | 01   | 04   | 01   | 02   | 01     | 02     | 01  | 01    | 210    |
| 02                                                                                      | Jean Racine        | 02   | 01   | 02   | 01   | 02     | 01     | 02  | 02    | 208    |
| 03                                                                                      | Michelle Coy       | 05   | 03   | 03   | 03   | 03     | 03     | 03  | 04    | 178    |
| 04                                                                                      | Steffi Möller      | 03   | 05   | 04   | 05   | 06     | 06     | 04  | 03    | 159    |
| 05                                                                                      | Jill Bakken        | 06   | 02   | 06   | 04   | 04     | 05     | 05  | 06    | 150    |
| 06                                                                                      | Sarah Monk         | 04   | 09   | 07   | 07   | 08     | 07     | 06  | –     | 115    |
| 07                                                                                      | Christine Fraser   | 08   | 06   | 05   | 07   | 10     | 09     | 07  | 05    | 115    |
| 08                                                                                      | Sigi Feuser        | 07   | 07   | 08   | 09   | 10     | 08     | 08  | –     | 102    |
| 09                                                                                      | Heike Storch       | 09   | 08   | DNF  | –    | 05     | 04     | –   | –     | 069    |
| 10                                                                                      | Elena Primerano    | 12   | 10   | 09   | 09   | –      | –      | –   | –     | 044    |
| 11.                                                                                     | Joanne Steinhilber | DSQ  | 12   | 12   | 10   | –      | –      | –   | –     | 028    |
| 12.                                                                                     | Dawn Munro         | –    | –    | –    | –    | 11     | 10     | 10  | –     | 023    |
| 13.                                                                                     | Mary Nash          | 10   | 11   | –    | –    | –      | –      | –   | –     | 020    |
| 14.                                                                                     | Eline Jurg         | –    | –    | –    | –    | 08     | –      | 12  | –     | 016    |
| 15.                                                                                     | Maomi Haguri       | –    | –    | –    | –    | –      | –      | 09  | –     | 012    |
| 16.                                                                                     | Ildiko Strehli     | 11   | –    | –    | –    | –      | –      | –   | –     | 09     |
| 17.                                                                                     | Ilse Broeders      | –    | –    | –    | –    | –      | –      | 11  | –     | 07     |
| Außer Konkurrenz startend, da pro Verband nur drei Bobs in die Weltcupwertung eingingen |                    |      |      |      |      |        |        |     |       |        |
| 0(9)                                                                                    | Christina Smith    | 10   | 10   | 07   | 08   | 07     | 09     | 08  | 06    | 0(92)  |
| ?                                                                                       | Tracey Graystone   | 12   | –    | 10   | 10   | 12     | 11     | 10  | –     | ?      |

### Gesamtstand im Zweierbob der Männer
| Rang | Pilot               | Land                   | Team     | CAL | PAC | ALT | LAP | WIB | IGL | SMT | Punkte |
| ---- | ------------------- | ---------------------- | -------- | --- | --- | --- | --- | --- | --- | --- | ------ |
| 01   | Christoph Langen    | Deutschland            | GER I    | 2   | 1   | 1   | 1   | 5   | 1   | 2   | 240    |
| 02   | Reto Götschi        | Schweiz                | SUI I    | 3   | 7   | 2   | 4   | 1   | 2   | 1   | 226    |
| 03   | Pierre Lueders      | Kanada                 | CAN I    | 1   | 4   | 3   | 2   | 2   | 3   | 5   | 226    |
| 04   | Christian Reich     | Schweiz                | SUI II   | 4   | 6   | 4   | 15  | 3   | 7   | 3   | 190    |
| 05   | Brian Shimer        | Vereinigte Staaten     | USA II/I | 7   | 3   | 7   | 7   | 7   | 6   | 13  | 174    |
| 06   | Bruno Mingeon       | Frankreich             | FRA I    | 5   | 9   | 12  | 8   | 6   | 4   | 10  | 169    |
| 07   | Günther Huber       | Italien                | ITA I    | 13  | 2   | 14  | 6   | 14  | 5   | 7   | 164    |
| 08   | Pavel Puskar        | Tschechien             | CZE I    | 10  | 13  | 11  | 9   | 8   | 9   | 20  | 137    |
| 09   | Fabrizio Tosini     | Italien                | ITA II   | 8   | 10  | 16  | 3   | 19  | 16  | 17  | 132    |
| 10   | Jim Herberich       | Vereinigte Staaten     | USA I/II | 12  | 14  | 6   | 11  | 9   | 16  | 18  | 132    |
| 11   | Sandis Prūsis       | Lettland               | LAT I    | 21  | 17  | 10  | 10  | 11  | 8   | 9   | 131    |
| 12   | Kurt Einberger      | Österreich             | AUT I    | 11  | 15  | 9   | 14  | 16  | 12  | 16  | 124    |
| 13   | Sepp Dostthaler     | Deutschland            | GER III  | −   | −   | 8   | 13  | 4   | 11  | 11  | 111    |
| 13   | Sean Olsson         | Vereinigtes Königreich | GBR I    | 20  | 18  | 19  | 16  | 13  | 15  | 6   | 111    |
| 15   | Wolfgang Stampfer   | Österreich             | AUT II   | 19  | 16  | 20  | 17  | 18  | 14  | 15  | 98     |
| 16   | Ivo Rüegg           | Schweiz                | SUI III  | −   | −   | −   | 12  | 10  | 10  | 4   | 91     |
| 17   | Rene Spies          | Deutschland            | GER II   | 9   | 8   | −   | −   | 11  | 13  | −   | 83     |
| 18   | Matthias Benesch    | Deutschland            | GER III  | 6   | 12  | 4   | −   | −   | −   | −   | 75     |
| 19   | Ivo Danilevic       | Tschechien             | CZE II   | 23  | 24  | 21  | 19  | 17  | 20  | 25  | 67     |
| 20   | Rob Guerts          | Niederlande            | NED I    | 15  | −   | 22  | 18  | 23  | 23  | 19  | 66     |
| 20   | Arend Glas          | Niederlande            | NED II   | 16  | 20  | 24  | 19  | 20  | 28  | 24  | 66     |
| 22   | Christian Caldara   | Italien                | ITA III  | 16  | 21  | 18  | −   | 22  | 21  | 23  | 65     |
| 23   | Marcel Rohner       | Schweiz                | SUI III  | 14  | 11  | 13  | −   | −   | −   | −   | 55     |
| 24   | Andre Lange         | Deutschland            | GER III  | −   | −   | −   | 5   | −   | −   | 8   | 51     |
| 25   | Bruno Thomas        | Frankreich             | FRA II   | 24  | 25  | 25  | 22  | 20  | 22  | 28  | 47     |
| 26   | Todd Hays           | Vereinigte Staaten     | USA III  | 18  | 5   | −   | −   | −   | −   | −   | 41     |
| 27   | Norbert Foltin      | Polen                  | POL I    | –   | –   | 17  | 24  | 25  | 18  | –   | 39     |
| 28   | Manfred Maier       | Österreich             | AUT III  | –   | –   | –   | 21  | 15  | 19  | –   | 38     |
| 28   | Jewgeni Popow       | Russland               | RUS II   | –   | –   | 15  | 25  | –   | 26  | 20  | 36     |
| 30   | Lee Johnston        | Vereinigtes Königreich | GBR II   | −   | −   | −   | −   | 24  | −   | 12  | 26     |
| 31   | Gatis Guts          | Lettland               | LAT II   | –   | –   | 23  | –   | 27  | 25  | 27  | 22     |
| 32   | Pat O’Donoghue      | Kanada                 | CAN II   | –   | 19  | –   | 27  | 26  | 29  | DNS | 20     |
| 33   | Naomi Tagewaki      | Japan                  | JPN I    | –   | –   | –   | –   | 28  | 24  | 22  | 19     |
| 34   | Brian Zarsky        | Kanada                 | CAN III  | 22  | 22  | –   | –   | –   | –   | –   | 18     |
| 35   | Arnfinn Kristiansen | Norwegen               | NOR I    | −   | –   | –   | –   | –   | –   | 14  | 17     |
| 36   | Trevor Webster      | Vereinigtes Königreich | GBR II   | 25  | 23  | 27  | 26  | –   | –   | –   | 16     |
| 37   | Piotr Orsłowski     | Polen                  | POL II   | –   | –   | 26  | 23  | 29  | –   | –   | 13     |
| 37   | David Mac Eachern   | Kanada                 | CAN II   | 25  | –   | −   | −   | −   | 27  | 26  | 13     |
| 39   | Alan Henderson      | Neuseeland             | NZL I    | 27  | 26  | −   | −   | −   | −   | −   | 3      |
| 40   | Boris Radjenovic    | Jugoslawien            | YUG I    | –   | –   | 28  | –   | 30  | –   | –   | 2      |
| 40   | Patrice Servelle    | Monaco                 | MON II   | –   | –   | –   | –   | –   | –   | 29  | 2      |
| 42   | Roberto Tames       | Mexiko                 | MEX I    | –   | 27  | −   | –   | –   | –   | –   | 1      |
| 42   | Gilbert Bessi       | Monaco                 | MON I    | –   | –   | –   | –   | –   | −   | 30  | 1      |
| 42   | Jeff Pamplin        | Irland                 | IRL I    | –   | –   | –   | –   | –   | 30  | –   | 1      |

### Gesamtstand im Viererbob der Männer
| Rang | Pilot             | Land                   | Team     | CAL | PAC | ALT | LAP | WIB | IGL | SMT | Punkte |
| ---- | ----------------- | ---------------------- | -------- | --- | --- | --- | --- | --- | --- | --- | ------ |
| 01   | Christoph Langen  | Deutschland            | GER I    | 2   | 1   | 1   | 1   | 1   | 1   | 2   | 233    |
| 02   | Marcel Rohner     | Schweiz                | SUI III  | 6   | 2   | 4   | 2   | 2   | 7   | 1   | 204    |
| 03   | Andre Lange       | Deutschland            | GER III  | 1   | 4   | 3   | 6   | 5   | 3   | 8   | 193    |
| 04   | Harald Czudaj     | Deutschland            | GER II   | 7   | 3   | 2   | 3   | 3   | 2   | −   | 175    |
| 05   | Bruno Mingeon     | Frankreich             | FRA I    | 3   | 5   | 6   | 5   | 15  | 6   | 6   | 169    |
| 06   | Sandis Prūsis     | Lettland               | LAT I    | 9   | 7   | 7   | 4   | 8   | 4   | 10  | 167    |
| 07   | Christian Reich   | Schweiz                | SUI II   | 5   | 11  | 8   | 8   | 7   | 10  | 4   | 162    |
| 08   | Reto Götschi      | Schweiz                | SUI I    | 14  | 8   | 12  | 14  | 6   | 12  | 3   | 147    |
| 09   | Wolfgang Stampfer | Österreich             | AUT II   | 11  | 21  | 14  | 9   | 3   | 5   | 5   | 143    |
| 10   | Sean Olsson       | Vereinigtes Königreich | GBR I    | 4   | 19  | 5   | 7   | 11  | 14  | 7   | 142    |
| 10   | Pierre Lueders    | Kanada                 | CAN I    | 8   | 9   | 10  | 10  | 9   | 8   | 16  | 142    |
| 12   | Kurt Einberger    | Österreich             | AUT I    | 13  | 10  | 11  | 11  | 9   | 13  | 17  | 128    |
| 13   | Brian Shimer      | Vereinigte Staaten     | USA II/I | 17  | 11  | 9   | 12  | 14  | 8   | 19  | 120    |
| 14   | Günther Huber     | Italien                | ITA I    | 10  | 16  | 13  | 13  | 13  | 15  | 14  | 115    |
| 15   | Jim Herberich     | Vereinigte Staaten     | USA II   | 14  | 6   | 15  | 17  | 16  | 18  | 12  | 109    |
| 16   | Fabrizio Tosini   | Italien                | ITA II   | 19  | −   | −   | 15  | 11  | 21  | 13  | 70     |
| 17   | Arend Glas        | Niederlande            | NED II   | 21  | 13  | 20  | 15  | 17  | −   | 23  | 61     |
| 18   | Pavel Puskar      | Tschechien             | CZE I    | 20  | 19  | 17  | 18  | DNS | 22  | 20  | 54     |
| 19   | Norbert Foltin    | Polen                  | POL I    | −   | −   | 16  | 20  | 18  | 11  | −   | 49     |
| 20   | Christian Caldara | Italien                | ITA III  | 18  | 15  | 18  | −   | −   | 19  | −   | 43     |
| 21   | Mike Dionne       | Vereinigte Staaten     | USA III  | 11  | 14  | −   | −   | −   | −   | −   | 34     |
| 22   | Ivo Danilevic     | Tschechien             | CZE II   | −   | −   | 19  | 21  | 22  | 16  | 25  | 32     |
| 23   | Gatis Guts        | Lettland               | LAT II   | −   | −   | DNF | −   | 18  | 17  | 22  | 31     |
| 24   | Bruno Thomas      | Frankreich             | FRA II   | −   | −   | −   | 19  | DSQ | 24  | 15  | 29     |
| 25   | Jewgeni Popow     | Russland               | RUS II   | −   | −   | 22  | 22  | −   | 20  | 18  | 28     |
| 26   | Matthias Benesch  | Deutschland            | GER III  | −   | −   | −   | −   | −   | −   | 8   | 23     |
| 26   | Pat O’Donoghue    | Kanada                 | CAN II   | 16  | 17  | –   | –   | –   | –   | –   | 23     |
| 28   | Lee Johnston      | Vereinigtes Königreich | GBR II   | –   | –   | –   | –   | –   | –   | 11  | 20     |
| 29   | Trevor Webster    | Vereinigtes Königreich | GBR II   | 22  | 18  | 21  | 23  | –   | −   | −   | 18     |
| 30   | Naomi Tagewaki    | Japan                  | JPN I    | −   | −   | −   | −   | 20  | 25  | 21  | 16     |
| 31   | George Kenter     | Niederlande            | NED II   | –   | –   | –   | –   | –   | 23  | −   | 6      |
| 32   | Manfred Maier     | Österreich             | AUT III  | –   | –   | –   | –   | 21  | DNS | −   | 4      |
| 32   | Gilbert Bessi     | Monaco                 | MON I    | –   | –   | –   | –   | –   | –   | 24  | 4      |
| 34   | Brian Zarsky      | Kanada                 | CAN III  | 23  | –   | –   | –   | –   | –   | –   | 2      |

### Gesamtstand in der Kombination der Männer
Für die Wertung der Kombination werden die Punkte aus den Ergebnissen des Zweier- und Viererbobs addiert.
| Offizielle Gesamtwertung | Offizielle Gesamtwertung | Offizielle Gesamtwertung | Offizielle Gesamtwertung | Offizielle Gesamtwertung | Gesamtwertung bei Teilnahme in beiden Wettbewerben | Gesamtwertung bei Teilnahme in beiden Wettbewerben | Gesamtwertung bei Teilnahme in beiden Wettbewerben | Gesamtwertung bei Teilnahme in beiden Wettbewerben | Gesamtwertung bei Teilnahme in beiden Wettbewerben |
| Rang                     | Pilot                    | 2er                      | 4er                      | Gesamtpunkte             | Rang                                               | Pilot                                              | 2er                                                | 4er                                                | Gesamtpunkte                                       |
| ------------------------ | ------------------------ | ------------------------ | ------------------------ | ------------------------ | -------------------------------------------------- | -------------------------------------------------- | -------------------------------------------------- | -------------------------------------------------- | -------------------------------------------------- |
| 01                       | Christoph Langen         | 240                      | 233                      | 473                      | 01                                                 | Christoph Langen                                   | 240                                                | 233                                                | 473                                                |
| 02                       | Reto Götschi             | 226                      | 147                      | 373                      | 02                                                 | Reto Götschi                                       | 226                                                | 147                                                | 373                                                |
| 03                       | Pierre Lueders           | 226                      | 142                      | 368                      | 03                                                 | Pierre Lueders                                     | 226                                                | 142                                                | 368                                                |
| 04                       | Christian Reich          | 190                      | 162                      | 352                      | 04                                                 | Christian Reich                                    | 190                                                | 162                                                | 352                                                |
| 05                       | Bruno Mingeon            | 169                      | 169                      | 338                      | 05                                                 | Bruno Mingeon                                      | 169                                                | 169                                                | 338                                                |
| 06                       | Sandis Prusis            | 131                      | 167                      | 298                      | 06                                                 | Sandis Prusis                                      | 131                                                | 167                                                | 298                                                |
| 07                       | Brian Shimer             | 174                      | 120                      | 294                      | 07                                                 | Brian Shimer                                       | 174                                                | 120                                                | 294                                                |
| 08                       | Günther Huber            | 164                      | 114                      | 278                      | 08                                                 | Günther Huber                                      | 164                                                | 114                                                | 278                                                |
| 09                       | Marcel Rohner            | 55                       | 204                      | 259                      | 09                                                 | Marcel Rohner                                      | 55                                                 | 204                                                | 259                                                |
| 10                       | Sean Olsson              | 111                      | 142                      | 253                      | 10                                                 | Sean Olsson                                        | 111                                                | 142                                                | 253                                                |
| 11                       | Kurt Einberger           | 124                      | 128                      | 252                      | 11                                                 | Kurt Einberger                                     | 124                                                | 128                                                | 252                                                |
| 12                       | Andre Lange              | 51                       | 193                      | 244                      | 12                                                 | Andre Lange                                        | 51                                                 | 193                                                | 244                                                |
| 13                       | Jim Herberich            | 132                      | 109                      | 241                      | 13                                                 | Jim Herberich                                      | 132                                                | 109                                                | 241                                                |
| 13                       | Wolfgang Stampfer        | 98                       | 143                      | 241                      | 13                                                 | Wolfgang Stampfer                                  | 98                                                 | 143                                                | 241                                                |
| 15                       | Fabrizio Tosini          | 132                      | 70                       | 202                      | 15                                                 | Fabrizio Tosini                                    | 132                                                | 70                                                 | 202                                                |
| 16                       | Pavel Puskar             | 137                      | 54                       | 191                      | 16                                                 | Pavel Puskar                                       | 137                                                | 54                                                 | 191                                                |
| 17                       | Harald Czudaj            | −                        | 175                      | 175                      | 17                                                 | Arend Glas                                         | 66                                                 | 61                                                 | 127                                                |
| 18                       | Arend Glas               | 66                       | 61                       | 127                      | 18                                                 | Christian Caldara                                  | 65                                                 | 43                                                 | 108                                                |
| 19                       | Sepp Dostthaler          | 111                      | −                        | 111                      | 19                                                 | Ivo Danilevic                                      | 67                                                 | 32                                                 | 99                                                 |
| 20                       | Christian Caldara        | 65                       | 43                       | 108                      | 20                                                 | Matthias Benesch                                   | 75                                                 | 23                                                 | 98                                                 |
| 21                       | Ivo Danilevic            | 67                       | 32                       | 99                       | 21                                                 | Norbert Foltin                                     | 39                                                 | 49                                                 | 88                                                 |
| 22                       | Matthias Benesch         | 75                       | 23                       | 98                       | 22                                                 | Bruno Thomas                                       | 47                                                 | 29                                                 | 76                                                 |
| 23                       | Ivo Rüegg                | 91                       | −                        | 91                       | 23                                                 | Jewgeni Popow                                      | 36                                                 | 28                                                 | 64                                                 |
| 24                       | Norbert Foltin           | 39                       | 49                       | 88                       | 24                                                 | Gatis Guts                                         | 22                                                 | 31                                                 | 53                                                 |
| 25                       | Rene Spies               | 83                       | −                        | 83                       | 25                                                 | Lee Johnston                                       | 26                                                 | 20                                                 | 46                                                 |
| 26                       | Bruno Thomas             | 47                       | 29                       | 76                       | 26                                                 | Pat O’Donaghue                                     | 20                                                 | 23                                                 | 43                                                 |
| 27                       | Rob Geurts               | 66                       | −                        | 66                       | 27                                                 | Manfred Maier                                      | 38                                                 | 4                                                  | 42                                                 |
| 28                       | Jewgeni Popow            | 36                       | 28                       | 64                       | 28                                                 | Naomi Tagewaki                                     | 19                                                 | 16                                                 | 35                                                 |
| 29                       | Gatis Guts               | 22                       | 31                       | 53                       | 29                                                 | Trevor Webster                                     | 16                                                 | 18                                                 | 34                                                 |
| 30                       | Lee Johnston             | 26                       | 20                       | 46                       | 30                                                 | Brian Zarsky                                       | 18                                                 | 2                                                  | 20                                                 |
| 30                       | Pat O’Donaghue           | 20                       | 23                       | 43                       | 31                                                 | Gilbert Bessi                                      | 1                                                  | 4                                                  | 5                                                  |
| 32                       | Manfred Maier            | 38                       | 4                        | 42                       |                                                    |                                                    |                                                    |                                                    |                                                    |
| 33                       | Todd Hays                | 41                       | –                        | 41                       |                                                    |                                                    |                                                    |                                                    |                                                    |
| 34                       | Naomi Tagewaki           | 19                       | 16                       | 35                       |                                                    |                                                    |                                                    |                                                    |                                                    |
| 35                       | Mike Dionne              | −                        | 34                       | 34                       |                                                    |                                                    |                                                    |                                                    |                                                    |
| 35                       | Trevor Webster           | 16                       | 18                       | 34                       |                                                    |                                                    |                                                    |                                                    |                                                    |
| 37                       | Brian Zarsky             | 18                       | 2                        | 20                       |                                                    |                                                    |                                                    |                                                    |                                                    |
| 39                       | Piotr Orsłowski          | 13                       | –                        | 13                       |                                                    |                                                    |                                                    |                                                    |                                                    |
| 39                       | Dave MacEachern          | 13                       | −                        | 13                       |                                                    |                                                    |                                                    |                                                    |                                                    |
| 41                       | George Kenter            | –                        | 6                        | 6                        |                                                    |                                                    |                                                    |                                                    |                                                    |
| 42                       | Gilbert Bessi            | 1                        | 4                        | 5                        |                                                    |                                                    |                                                    |                                                    |                                                    |
| 43                       | Alan Henderson           | 3                        | −                        | 3                        |                                                    |                                                    |                                                    |                                                    |                                                    |
| 44                       | Boris Radjenovic         | 2                        | −                        | 2                        |                                                    |                                                    |                                                    |                                                    |                                                    |
| 44                       | Patrice Servelle         | 2                        | −                        | 2                        |                                                    |                                                    |                                                    |                                                    |                                                    |